# Anzhelika Sidorova
Anzhelika Alexándrovna Sídorova (en ruso: Анжелика Александровна Сидорова, Moscú, 28 de junio de 1991) es una deportista rusa que compite en atletismo, especialista en la prueba de salto con pértiga.
Participó en los Juegos Olímpicos de Tokio 2020, obteniendo una medalla de plata en el salto con pértiga.
Ganó una medalla de oro en el Campeonato Mundial de Atletismo de 2019 y dos medallas de plata en el Campeonato Mundial de Atletismo en Pista Cubierta, en los años 2014 y 2018.
Además, obtuvo una medalla de oro en el Campeonato Europeo de Atletismo de 2014 y tres medallas en el Campeonato Europeo de Atletismo en Pista Cubierta entre los años 2013 y 2019.

## Palmarés internacional
| Juegos Olímpicos                     | Juegos Olímpicos         | Juegos Olímpicos  | Juegos Olímpicos  |
| Año                                  | Lugar                    | Medalla           | Prueba            |
| ------------------------------------ | ------------------------ | ----------------- | ----------------- |
| 2020                                 | Tokio (Japón)            | Medalla de plata  | Salto con pértiga |
| Campeonato Mundial                   |                          |                   |                   |
| Año                                  | Lugar                    | Medalla           | Prueba            |
| 2019                                 | Doha (Catar)             | Medalla de oro    | Salto con pértiga |
| Campeonato Mundial en Pista Cubierta |                          |                   |                   |
| Año                                  | Lugar                    | Medalla           | Prueba            |
| 2014                                 | Sopot (Polonia)          | Medalla de plata  | Salto con pértiga |
| 2018                                 | Birmingham (Reino Unido) | Medalla de plata  | Salto con pértiga |
| Campeonato Europeo                   |                          |                   |                   |
| Año                                  | Lugar                    | Medalla           | Prueba            |
| 2014                                 | Zúrich (Suiza)           | Medalla de oro    | Salto con pértiga |
| Campeonato Europeo en Pista Cubierta |                          |                   |                   |
| Año                                  | Lugar                    | Medalla           | Prueba            |
| 2013                                 | Gotemburgo (Suecia)      | Medalla de bronce | Salto con pértiga |
| 2015                                 | Praga (República Checa)  | Medalla de oro    | Salto con pértiga |
| 2019                                 | Glasgow (Reino Unido)    | Medalla de oro    | Salto con pértiga |